# Kubisk rumcentreret krystalstruktur
En kubisk rumcentreret krystalstruktur er en struktur, hvori metalatomer eller ioniske forbindelser kan organisere sig. Strukturen er en opbygning i firkanter, som er forskudte for hvert lag i gitret.
For metaller gælder det, at 68% af pladsen i metalgitret er fyldt ud af atomer i en kubisk rumcentreret forbindelse, hvilket gør det til en tættere pakning end den simple kubiske pakning. Dog er de hexagonale pakninger mere kompakte.